# العلاقات الصومالية النمساوية
العلاقات الصومالية النمساوية هي العلاقات الثنائية التي تجمع بين الصومال والنمسا.

## مقارنة بين البلدين
هذه مقارنة عامة ومرجعية للدولتين:
| وجه المقارنة                                              | الصومال                        | النمسا                                                    |
| --------------------------------------------------------- | ------------------------------ | --------------------------------------------------------- |
| المساحة (كم2)                                             | 637.66 ألف                     | 83.86 ألف                                                 |
| عدد السكان (نسمة)                                         | 14.74 مليون                    | 8.81 مليون                                                |
| الكثافة السكانية (ن./كم²)                                 | 23.12                          | 105.06                                                    |
| العاصمة                                                   | مقديشو                         | فيينا                                                     |
| اللغة الرسمية                                             | اللغة الصومالية، اللغة العربية | اللغة الألمانية، لغة الإشارة النمساوية ‏                   |
| العملة                                                    | شلن صومالي                     | يورو، شلن نمساوي، رايخ مارك، شلن نمساوي                   |
| الناتج المحلي الإجمالي (بليون دولار)                      | 7.37 مليار                     | 416.60 مليار                                              |
| الناتج المحلي الإجمالي (تعادل القوة الشرائية) بليون دولار |                                | 426.99 مليار                                              |
| الناتج المحلي الإجمالي الاسمي للفرد دولار أمريكي          | 549                            | 43.77 ألف                                                 |
| الناتج المحلي الإجمالي للفرد دولار أمريكي                 |                                | 47.68 ألف                                                 |
| مؤشر التنمية البشرية                                      |                                | 0.885                                                     |
| رمز المكالمات الدولي                                      | +252                           | +43                                                       |
| رمز الإنترنت                                              | .so                            | .at                                                       |
| المنطقة الزمنية                                           | ت ع م+03:00                    | توقيت وسط أوروبا، ت ع م+01:00، ت ع م+02:00، أوروبا/فيينا ‏ |

## منظمات دولية مشتركة
يشترك البلدان في عضوية مجموعة من المنظمات الدولية، منها:
| علم المنظمة | اسم المنظمة                               | تاريخ انضمام الصومال | تاريخ انضمام النمسا |
| ----------- | ----------------------------------------- | -------------------- | ------------------- |
|             | مؤسسة التنمية الدولية                     | 31 أغسطس 1962        | 28 يونيو 1961       |
|             | يونسكو                                    | 15 نوفمبر 1960       | 13 أغسطس 1948       |
|             | الأمم المتحدة                             | 20 سبتمبر 1960       | 14 ديسمبر 1955      |
|             | الفريق المعني برصد الأرض                  | ?                    | ?                   |
|             | الاتحاد البريدي العالمي                   | ?                    | ?                   |
|             | البنك الدولي للإنشاء والتعمير             | 31 أغسطس 1962        | 27 أغسطس 1948       |
|             | الاتحاد الدولي للاتصالات                  | 28 سبتمبر 1962       | 1866                |
|             | منظمة حظر الأسلحة الكيميائية              | ?                    | ?                   |
|             | مؤسسة التمويل الدولية                     | 31 أغسطس 1962        | 28 سبتمبر 1956      |
|             | المركز الدولي لتسوية المنازعات الاستشارية | 30 مارس 1968         | 24 يونيو 1971       |
|             | منظمة الشرطة الجنائية الدولية             | ?                    | ?                   |
|             | البنك الإفريقي للتنمية                    | ?                    | ?                   |

## وصلات خارجية
- موقع وزارة الخارجية الصومالية
- موقع وزارة الخارجية النمساوية